# Највот (Колорадо)
Највот (енгл. Niwot) насељено је место без административног статуса у америчкој савезној држави Колорадо.

## Демографија
По попису из 2010. године број становника је 4.006, што је 154 (-3,7%) становника мање него 2000. године.
|                   | 2010.          | 2000.          |
| Укупно            | 4 006 (100,0%) | 4 160 (100,0%) |
| Белци             | 3 672 (91,66%) | 3 841 (92,33%) |
| Хиспаноамериканци | 131 (3,270%)   | 141 (3,389%)   |
| Азијати           | 97 (2,421%)    | 90 (2,163%)    |
| Остали            | 84 (2,097%)    | 68 (1,635%)    |
| Афроамериканци    | 22 (0,549%)    | 20 (0,481%)    |